# Osman El-Sayed
Osman El-Sayed (àrab: عثمان سيد)  (Alexandria, 28 de febrer de 1930 - 21 d'abril de 2013) fou un lluitador egipci, especialista en lluita grecoromana, que va competir durant les dècades de 1950 i 1960.
El 1960 va prendre part en els Jocs Olímpics d'Estiu de Roma, on guanyà la medalla de plata en la prova del pes mosca del programa de lluita grecoromana.
En el seu palmarès també destaca una medalla de plata als Jocs del Mediterrani de 1955. Disputà dos Campionat del Món de lluita, el 1961 i 1962, sent sisè en ambdues ocasions.